# Robert I al Scoției
Robert I (n. 11 iulie 1274, Turnberry Castle⁠(d), Scoția, Regatul Unit – d. 7 iunie 1329, Cardross⁠(d), Argyll and Bute, Scoția, Regatul Unit), cunoscut popular ca Robert the Bruce (în limba scoțiană medievală: Roibert a Briuis; scoțiană modernă: Raibeart Brus; în limba normandă: Robert de Brus sau Robert de Bruys; latină: Robertus Brussius), a fost rege al scoțienilor din 1306 până la moartea sa în 1329. Robert a fost unul dintre cei mai faimoși războinici ai generației sale și, în cele din urmă, a condus Scoția în timpul Primului Război Scoțian de Independență împotriva Angliei. A luptat cu succes în timpul domniei sale pentru a recâștiga locul Scoției ca țară independentă și este în prezent venerat în Scoția ca erou național.